# 10481 Esipov
10481 Esipov este o planetă minoră (asteroid), cu un diametru de 8,255 km, din centura de asteroizi. A fost descoperită pe 23 august 1982 la Observatorul Astrofizic din Crimeea⁠(d) de Nikolai Cernîh și a fost numită după Valentin Esipov⁠(d). 
Obiectul prezintă o orbită caracterizată de o semiaxă mare de 2,347377 UAi, o excentricitate de 0,19, o înclinație de 2,47974 ° în raport cu ecliptica.